# Privilegio (sociología)

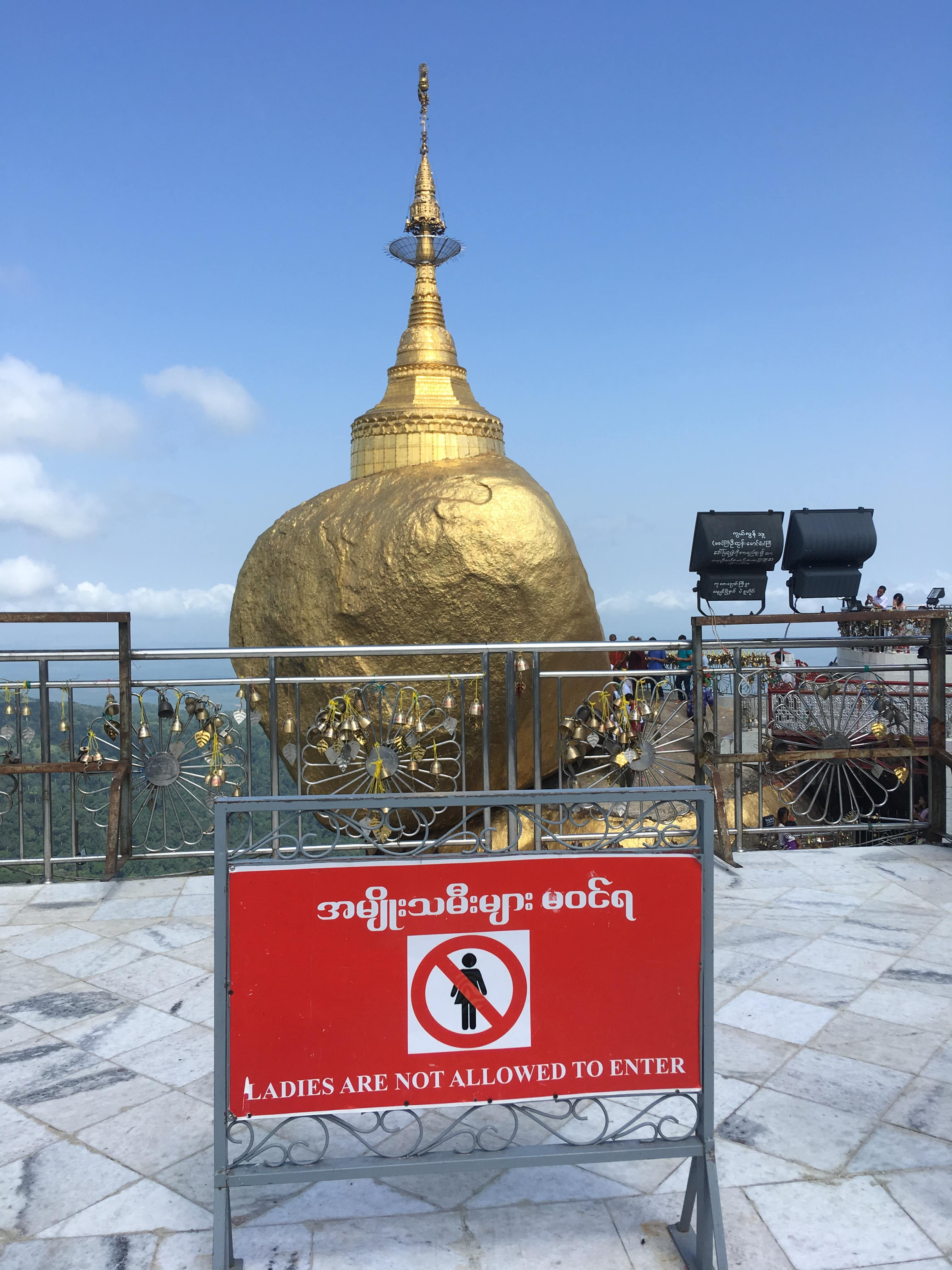
Un cartel de Prohibido el ingreso de mujeres cerca de la Pagoda Kyaiktiyo.

El privilegio es el concepto sociológico que describe la división de una sociedad en dos grupos de forma que uno obtiene ventajas en detrimento del otro, como sucede en razón del sexo, clase social o etnia de las personas. De forma más amplia, el término también se utiliza popularmente en el contexto de desigualdades sociales basadas en el nivel educativo, edad, altura, nacionalidad, ubicación geográfica, discapacidad, orientación sexual, atractivo físico y religión. Los elementos concretos de privilegio pueden ser financieros o materiales como acceder a alojamiento, educación, y trabajos, así como otros de tipo emocional o psicológico, como el grado de autoconfianza y comodidad, o tener un sentido de pertenencia o valor en sociedad. Empezó como un concepto académico, pero se ha ido extendiendo su uso desde entonces hasta convertirse en un término popular fuera de la academia, especialmente en círculos feministas y queer.
El análisis sustancial del privilegio y grupos sociales concretos ha incluido una variedad de perspectivas.  Algunos teóricos han impuesto limitaciones al término, como su incapacidad para distinguir entre conceptos de "injusticia ahorrada" y "enriquecimiento injusto", y su tendencia a tratar por igual a grupos dispares entre sí.

## Historia
El concepto privilegio data del año 1910, cuando el historiador y sociólogo americano W. E. B. Du Bois publicó el ensayo The Souls of Black Folk, en el que escribió que a pesar de que los afroestadounidenses eran conscientes de la discriminación racial, los estadounidenses blancos no pensaron mucho sobre los afroestadounidenses ni sobre los efectos de discriminación racial. En 1935, Du Bois escribió sobre lo que llamó los "sueldos de blancura", que describió como cortesía y deferencia, admisión y participación en todas las funciones públicas, indulgente trato en los tribunales, y acceso a las mejores escuelas.
En 1988, la académica y profesora estadounidense Peggy McIntosh publicó el ensayo White Privilege and Male Privilege: A Personal Account of Coming to See Correspondences through Work in Women’s Studies (en español: Privilegio blanco y privilegio masculino: un relato personal de venir a ver las correspondencias a través del trabajo en estudios de mujeres), en el que documenta cuarenta y seis privilegios que ella, como persona blanca, experimentó en los Estados Unidos. Por ejemplo: «Puedo estar segura de que si necesito ayuda legal o médica, mi raza no trabajará en mi contra», y «no tengo que educar a mis niños para ser conscientes del racismo sistémico para su protección física propia en el día a día». McIntosh describió privilegio blanco como un «paquete invisible de ventajas inmerecidas» que las personas blancas no quieren reconocer, y que deriva en ellos sintiéndose seguros, cómodos y ajenos sobre los asuntos raciales, mientras que las personas no blancas terminan por sentirse inseguros, incómodos y alienados.  El ensayo ha sido reconocido por suscitar interés académico en torno al concepto de privilegio, que ha sido extensamente estudiado desde entonces.

## Visión general
Históricamente, el estudio académico de desigualdad social se centró principalmente en las maneras en que las minorías eran discriminadas y las formas en que ignoraban los privilegios de los grupos sociales dominantes. Esto cambió a finales de la década de 1980, cuando los investigadores empezaron estudiar el concepto de privilegio.
El privilegio, como han entendido y descrito múltiples investigadores, es una función de variables múltiples de importancia variable, como raza, edad, género, orientación sexual, identidad de género, nacionalidad, religión, capacidad física, salud, nivel de educación y otros. La raza, el género y la clase social son generalmente considerados por los sociólogos como los factores más determinantes del privilegio de una persona a nivel mundial. La teoría del privilegio argumenta que cada individuo forma parte de una matriz de categorías y contextos, y será en algunas maneras privilegiado y otras maneras desfavorecido. Por ejemplo una profesora universitaria lesbiana y blanca se beneficia de su privilegio racial y educativo, pero es desfavorecida debido a su género y orientación sexual. Algunos factores del privilegio son normalmente bastante visibles, como la raza y el género, mientras que otros, como la nacionalidad y el orden de nacimiento, no lo son. Algunos como la clase social son relativamente estables y otros, como edad, riqueza, religión y atracción sexual, pueden cambiar con el tiempo. Algunos factores de privilegio son al menos en parte determinados por el individuo, como nivel educativo, mientras que otros como la raza o trasfondo social son enteramente involuntarios.
En el contexto de esta teoría, las personas privilegiadas son consideradas como «la norma», y, como tal,  ganan invisibilidad y facilidades en la sociedad, con los demás siendo considerados como variantes inferiores. Las personas privilegiadas se ven reflejadas por todas partes de la sociedad, tanto en medios de comunicación de masas como en sus encuentros presenciales con profesores, directores de sus puestos de trabajo y otras autoridades; lo que, según los investigadores, lleva a un sentimiento de asunción de la idea de que las personas privilegiadas triunfarán en la vida así como a la protección de las personas privilegiadas ante el temor de ser discriminadas por personas en posiciones de autoridad.

### Reconocimiento del privilegio
Algunos académicos destacan un patrón según el cual quienes se benefician de un tipo de privilegio no suelen estar dispuestos a reconocerlo. El sociólogo estadounidense Michael S. Kimmel describe el estado de tener un privilegio como "correr con el viento a la espalda", siendo inconsciente del soporte y la propulsión invisibles del privilegio. El argumento puede seguir en que tal denegación constituye una injusticia más grave en contra de quienes no se benefician del mismo privilegio.  Un escritor se referirió a tal denegación como forma de "microagresión" o "microinvalidación" que niega las experiencias de personas que no tienen privilegio y minimiza los impedimentos que afrontan.
McIntosh escribió que la mayoría de personas son reticentes a reconocer su privilegio y buscar maneras de justificar o minimizar los efectos del privilegio, a veces sosteniendo que el poder de personas privilegiadas era plenamente ganado por sí mismos y por tanto es justificado, y a veces por reconocer actos individuales de dominación inmerecida pero negando que el privilegio esté institucionalizado y presente en toda la sociedad. Aun así, escribió que incluso quienes creen que el privilegio es sistémico pueden negar haberse beneficiado personalmente de él, y poder no poner esfuerzos para desmantelarlo. Parte de la razón por la que las personas privilegiadas se resisten a reconocer su privilegio, según los investigadores, es porque haciendo eso les requeriría reconocer que cualquier éxito que hayan conseguido no fue fruto únicamente de sus esfuerzos propios, sino que también era, al menos en parte, debido a un sistema que se ha desarrollado para apoyarles. El concepto de privilegio pone en tela de juicio la idea de que la sociedad es meritocrática, lo que los investigadores han argumentado y propuesto puede ser particularmente molesto para aquellos estadounidenses para quienes la creencia de que viven en una meritocracia es un valor cultural profundamente arraigado, si bien es considerado por los investigadores como un mito.
Kimmel escribió que cuando personas con privilegio no se sienten personalmente poderosas, los argumentos de que ellos se han beneficiado de inmerecidas ventajas parecen poco persuasivos.
En 2014, Tal Fortgang escribió Comprobando mi privilegio, un artículo ampliamente debatido en el que condena a sus compañeros de clases que le dijeron que "comprobara su privilegio" para atribuir su éxito en la vida a "algunos patrón invisible de masculinidad blanca", y "para lanzar la cláusula de protección igual, en el fondo la idea central de la meritocracia, como un mito". McIntosh después dijo en el New Yorker que Fortgang se estaba resistiendo a verse a sí mismo sistemáticamente. Ella argumnentó que todo el mundo tiene una combinación de "ventadas inmerecidas" y "desventajas inmerecidas", y tendríamos que intentar vernos a nosotros mismos en el contexto de los patrones sociales de discriminación y opresión.

## Críticas
El concepto de privilegio ha sido criticado por omitir las diferencias relativas entre grupos distintos. Por ejemplo, los investigadores han argumentado que en la cultura estadounidense hay diferencias de estatus entre hindúes, chinos, japoneses, coreanos y camboyanos, y entre afroestadounidenses, inmigrantes negros del Caribe e inmigrantes negros de África.
Algunos académicos, aunque creen que el privilegio existe y es sistémico, critican la etiqueta en sí misma, diciendo que la palabra privilegio implica lujos más que derechos, y argumentando que algunos beneficios de privilegio como el fácil acceso a educación y vivienda serían mejor entendidos como lo último.